# 世田谷区立用賀小学校
世田谷区立用賀小学校（せたがやくりつ ようがしょうがっこう）は、東京都世田谷区上用賀（かみようが）6丁目に所在する公立小学校。

## 沿革
- 1955年（昭和30年）11月1日 - 京西小学校分校新設が決定。
- 1956年（昭和31年）
  - 4月2日 - 地鎮祭竣工式挙行。
  - 8月12日 - 上棟式挙行。当時の住所は、玉川用賀町3丁目。
  - 9月3日 - 授業開始（6教室）。ただし、京西小学校から移籍したのは、第3学年までの児童279名。
  - 10月 - 落成式と開校式挙行。
- 1958年（昭和33年）
  - 4月1日 - 世田谷区立用賀小学校として独立。
  - 10月 - 開校記念式典挙行。校章制定。
- 1959年（昭和34年） - なかよしの歌（仮校歌）完成。
- 1962年（昭和37年）6月 - プール完成。落成式が行われ、日本大学水泳部の学生が模範泳法を実演した。
- 1964年（昭和39年）2月10日 - 校歌制定発表会開催。
- 1965年（昭和40年）
  - 1月23日 - 屋内体育館竣工。
  - 日付不明 - 落成式挙行。
- 1967年（昭和42年）
  - 日付不明 - プレハブ校舎完成（昭和45年3月まで使用）。
  - 10月18日 - 開校10周年記念式典挙行。
- 1969年（昭和44年） - 西校舎完成。
- 1970年（昭和45年） - 運動会の歌が完成。
- 1976年（昭和51年） - 鉄筋校舎完成。
- 1977年（昭和52年）10月27日 - 開校20周年記念式典挙行。
- 1979年（昭和54年） - 南校舎完成。スプリンクラー設置。体育倉庫と焼却炉ができる。
- 1982年（昭和57年） - 造形砂場ができる。
- 1986年（昭和61年） - 川場移動教室開始。
- 1987年（昭和62年）10月17日 - 開校30周年記念式典挙行。
- 1990年（平成2年）8月31日 - 石綿天井撤去。
- 1991年（平成3年）12月1日 - ランチルーム完成。
- 1996年（平成8年）
  - 3月21日 - プール改修。
  - 5月7日 - BOP（ベースオブプレイング）開始。
- 1997年（平成9年）10月16日 - 開校40周年記念式典挙行。
- 2003年（平成15年） - 用賀小エイサーチーム創設。
- 2004年（平成16年）3月 - ようがコミュニティークラブ（YCC）設立。
- 2005年（平成17年）4月1日 - 地域運営学校となる。
- 2007年（平成19年）
  - 11月10日 - 開校50周年記念式典挙行。
  - 日付不明 - ようがの学び舎発足。
- 2009年（平成21年） - ようが学び舎生徒会発足。
- 2010年（平成22年） - 朝ランニング開始。ようがキッズバンド発足。
- 2017年（平成29年）
  - 11月10日 - 開校60周年記念式典挙行。
  - 日付不明 - 用賀小エイサーチーム創設15周年。
- 2023年（令和5年）8月 - 校舎内装工事完了。

## アクセス
- 東急バス「用21」・「用22」の各系統で、「上用賀六丁目」バス停下車。
- 東急電鉄田園都市線用賀駅から、
  - 上述の東急バスで、「上用賀六丁目」バス停下車。
  - 徒歩で、約1.4km・約21分。

## 主な卒業生
- 乙武洋匡 - 元スポーツライター。「五体不満足」の著者。
- 堀内和一朗 - ファウストボール選手、躰道選手、精神科医。Ph・F・フォン・シーボルトの昆孫（7世）。
- 大栗麻未 - フリーアナウンサー、元北海道放送。
- 田嶋幸三 - 日本サッカー協会会長。

## 校歌
1964年制定の校歌は、巽聖歌作詞・渡辺茂作曲で、童謡「たきび」と同じコンビである。作曲者の渡辺は本校の校長も務めた。